# Planisferio de Caverio

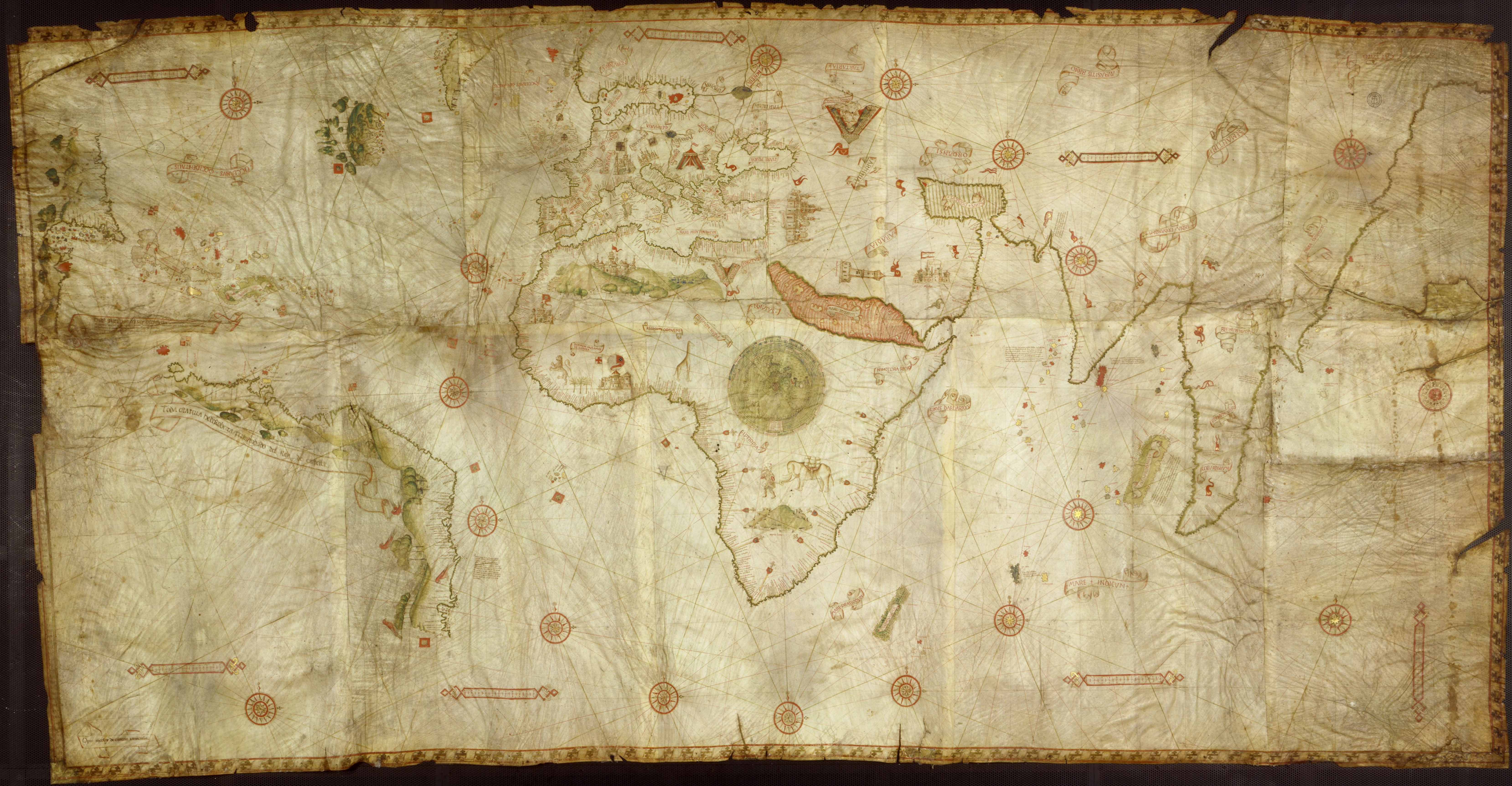
Planisferio de Caverio.

El planisferio de Caverio, o Canerio, fue dibujado entre 1504-1505 por el cartógrafo genovés Nicolaus de Caverio o Nicolo Caveri, representando el mundo conocido por los occidentales en 1502-1504. Toma como modelo el Planisferio de Cantino, ligeramente actualizado, con la mayor parte de sus anotaciones topográficas en portugués. Se conserva en el Departamento de mapas y planos de la Biblioteca Nacional de Francia.

## Descripción
El planisferio consta de diez hojas de pergamino, iluminadas y ensambladas en un mapa de 2,25 × 1,15 metros. Lleva la firma: Opus Nicolay de Caveri Januensis. Es un mapa de los conocidos como portulanos, carta de navegación en la que se representan mediante líneas rutas loxodrómicas. Según la costumbre de la época, las banderas representan los dominios de cada Estado pero, menos político que el planisferio de Cantino elimina la línea de demarcación establecida en el Tratado de Tordesillas y cualquier alusión a jurisdicciones políticas. Como novedad, «verdadera revolución tecnológica para los mapas de navegación»,  las latitudes se indican en el margen izquierdo mediante una escala graduada desde los 55 grados sur a los 70 grados norte.
América del Norte se representa en tres segmentos diferenciados: Groenlandia y la costa este de Terranova, cuyo interior viene indicado por la presencia de grandes árboles verdes, ambas con bandera portuguesa, y mucho más al oeste la Florida y la península de Yucatán. Recortada por el borde superior de la hoja, Groenlandia podría pertenecer tanto al continente asiático como al americano, una posibilidad que queda completamente descartada en el planisferio de Martín Waldseemüller.
Al sureste de la Florida se encuentran las Antillas, con la leyenda «Las Antilhas del Rey de Castella», con La Española y la Isabela (Cuba). Al oeste se encuentra un golfo conteniendo numerosas pequeñas islas. La costa desciende inmediatamente para formar la península de Yucatán, escamoteando gran parte de México. Yucatán, quizá explorado por marinos portugueses de forma clandestina, no figuraba en el planisferio de Cantino y prueba que el mapa de Caverio no es una simple adaptación de aquel.
El dibujo y la toponimia de la costa de América del Sur se basa en gran parte en los resultados de las expediciones de Américo Vespucio y Fernando de Noronha entre 1502-1504. El interior de Brasil se representa con colinas, árboles verdes y grandes loros de color rojo que recuerdan los de Cantino.
La costa africana se describe con gran precisión (una jirafa, un león y un elefante caracterizan el interior del continente); las leyendas colocadas junto a Calcuta y  Cochin, India describen el comercio con los puertos del Índico. Sin embargo, el Mar Rojo se dibuja de forma menos precisa que en el planisferio de Cantino.

## Historia
La abundancia de inscripciones en portugués sugiere que pudo haberse realizado en Portugal. La recogida de informaciones proporcionadas por Fernando de Noronha en 1504 indica una fecha probable de realización entre 1504-1505. Por otra parte, la falta de continuidad en las costas de América Central y del Sur, demuestra que a su autor no le habían llegado aún noticias de los viajes de Juan de la Cosa a los golfos de Darién y Uraba el mismo año 1504.
El planisferio de Caverio es la fuente principal del mapa de Martín Waldseemüller, publicado en 1507, y fue utilizado también en la confección de otros mapas del primer cuarto del siglo XVI, en los que se encuentra la misma incorrecta configuración de la Florida, el Golfo de México y la península de Yucatán.
Forma parte de las antiguas colecciones del Servicio Hidrográfico de la Marina conservadas en la Biblioteca Nacional de Francia.